# المحارب الثالث عشر
المحارب الثالث عشر (بالإنجليزية: The 13th Warrior)‏ هو فيلم مأخوذ من رواية أكلة الموتى لمايكل كرشتون، وإخراج جون مكتيرنان وبطولة أنتونيو بانديراس في دور أحمد بن فضلان وفلاديمير كوليتش في دور (بياولف) وعمر الشريف. المحارب الثالث عشر كان مخيب للأمال في صندوق التذاكر، حيث لم يحقق إلا 61,698,899 دولار فقط على مستوى العالم، ويعد أكبر إخفاق لشباك التذاكر في العالم.
الرواية التي يقوم عليها الفيلم هي من وحي خيال ريتشارد فري بعد ترجمته لرحلات ابن فضلان الحقيقية وأسفاره حتى نهر الفولجا في القرن العاشر
الفيلم واجه بعض الصعوبات من أجل تحقيق مناخ تاريخي واقعي، مثل استخدام اللغة العربية، والسويدية والنرويجية والدانماركية واليونانية واللاتينية في الحوار.

## أبطال العمل
- أنتونيو بانديراس في دور أحمد بن فضلان.
- ديان فينورا في دور الملكة ويلو.
- دينيس ستورو في دور هيرجر (البهيج).
- فلاديمير كوليتش في دور بلويف.
- عمر الشريف في دور ملكي صادق.
- مينا إي مينا في دور الخليفة (جعفر المقتدر بالله).

## وصلات خارجية
- المحارب الثالث عشر على موقع IMDb (الإنجليزية)
- المحارب الثالث عشر على موقع ميتاكريتيك (الإنجليزية)
- المحارب الثالث عشر على موقع روتن توميتوز (الإنجليزية)
- المحارب الثالث عشر على موقع قاعدة بيانات الأفلام العربية
- المحارب الثالث عشر على موقع ألو سيني (الفرنسية)
- المحارب الثالث عشر على موقع Turner Classic Movies (الإنجليزية)
- المحارب الثالث عشر على موقع أول موفي (الإنجليزية)
- المحارب الثالث عشر على موقع بوكس أوفيس موجو (الإنجليزية)
- المحارب الثالث عشر على موقع فيلمافينيتي (الإسبانية)
- المحارب الثالث عشر على موقع قاعدة بيانات الأفلام السويدية (السويدية)
- المحارب الثالث عشر على موقع أول موفي.